# 체첸섬
체첸섬(러시아어: Остров Чечень)은 카스피해 서쪽 해안에 있는 섬으로, 체첸 군도를 구성하는 섬 중 하나다. 크라이노프카에서 동쪽으로 20km 떨어진 아그라칸반도 북단 곶 바로 옆에 위치해 있다. 이 섬은 러시아 연방의 공화국인 다게스탄 공화국에 속해 있다.